# Teletón Colômbia de 2013
Teletón Colômbia de 2013 foi a 18ª edição do Teletón Colômbia que arrecadou recursos para beneficiar à comunidade com deficiência do país e a criação de uma rede de centros de reabilitação em Colômbia. Realizou-se a partir de 22h de 8 de maio até a 01:30 (hora de Colômbia) de 10 de março de 2013. O slogan titulou-se como "Façamos possível o impossível".
Emitiu-se desde os Estuúdios de R.T.I. Televisión através dos canais privados Caracol e RCN Televisión (incluindo seus respectivos sinais internacionais) com uma meta inicial de $ 10 492 452 056; um peso(peso colombiano) a mais do total obtido quando na campanha anterior em 2011. Efectivamente, a meta foi superada, dado que conseguiu-se arrecadar $10 659 397 531. Ainda que cumpriu-se a meta, a arrecadação continua, com o que o cómputo final poderia aumentar.

## Início
A Teletón começou, como tem sido de costume, às 22:00 horas (Hora local de Colômbia), sendo transmito pela RCN e CARACOL. A abertura deste evento tem estado a cargo do grupo musical Misi (quem posteriormente contribuiu com $2 000 000 de pesos) com sua canção "Possível será".

## Audiência
O evento Teletón foi o menos visto das três últimas edições com uma recepção, sendo de 3,4 pontos o bloco mais visto de todos em RCN. Os demais blocos oscilaram entre os zero e três pontos.

## Cómputos
A seguir os cómputos com suas respectivas horas e placar durante esta edição:
| Nº | Hora  | Placar em pesos | % meta   | Placar em dólares |
| -- | ----- | --------------- | -------- | ----------------- |
| 1  | 23:28 | $566 929 943    | 5,4 %    | $314 961          |
| 2  | 00:11 | $940 969 435    | 8,96 %   | $522 326          |
| 3  | 01:55 | $1 100 211 771  | 10,48 %  | $611 228          |
| 4  | 03:00 | $1 103 595 271  | 10,51 %  | $613 108          |
| 5  | 05:40 | $1 109 908 366  | 10,57 %  | $616 615          |
| 6  | 10:27 | $1 318 350 614  | 12,56 %  | $731 807          |
| 7  | 11:47 | $1 853 006 235  | 17,66 %  | $1 028 590        |
| 8  | 12:28 | $2 049 875 176  | 19,53 %  | $1 137 870        |
| 9  | 14:01 | $2 466 955 700  | 23,51 %  | $1 369 390        |
| 10 | 16:05 | $3 024 696 750  | 28,82 %  | $1 678 990        |
| 11 | 18:58 | $4 203 640 688  | 40,06 %  | $2 333 410        |
| 12 | 21:39 | $6 587 994 900  | 62,78 %  | $3 649 860        |
| 13 | 22:20 | $7 788 772 304  | 74,23 %  | $4 315 110        |
| 14 | 23:51 | $8 397 062 482  | 80,02 %  | $4 652 110        |
| 15 | 00:47 | $9 178 685 267  | 87,47 %  | $5 085 140        |
| 16 | 01:21 | $10 659 397 531 | 101,59 % | $5 915 965        |

## Empresas patrocinadoras
- Claro de Colômbia - 300.000.000 de pesos.
- Organização Coroa - 900.000.000 de pesos.
- Equidade Seguros - 500.000.000 de pesos.
- Cinema Colômbia - 67.000.000 de pesos.
- Grupo Sucesso - 567.000.000 de pesos.
- Cervecería Bavaria - 370.000.000 de pesos.
- RTI Produções - 530.000.000 de pesos.
- Grupo Falabella - 450.000.000 de pesos.
- Grupo Lucchetti - 80.000.000 de pesos.
- Lácteos Alpina - 65.000.000 de pesos.
- Homecenter - 500.000.000 de pesos.
- Grupo AVAL - 500.000.000 de pesos.
- Grupo Davivienda - 500.000.000 de pesos.
- Tigo de Colômbia - 530.000.000 de pesos.

Internacional:
- Titmouse Animation Inc - 10.850$.
- Viacom de Colômbia - 5.780$.